# Robert Kubica
Robert Józef Kubica ([ˈrɔbɛrt kuˈbit͡sa] ⓘ; n. 7 decembrie 1984, Cracovia, Polonia) este un fost pilot de raliuri și de Formula 1. El este primul și, până în prezent, singurul pilot polonez care a concurat în Formula 1.
2003 a fost începutul în Formula 3 pentru Robert și a obținut singura sa victorie pentru Prema Powerteam pe circuitul stradal Norisring. În anul următor, a trecut la ASL-Mucke și a terminat pe locul șapte în campionat, dar nu a reușit să repete victoria din anul precedent.
Între 2006 și 2009 el a condus pentru echipa BMW Sauber, fiind promovat de la pilot de teste la pilot principal în 2006. În iunie 2008, Kubica a obținut singura sa victorie din Formula 1 la Marele Premiu al Canadei, devenind primul și singurul pilot polonez până în prezent, care a câștigat o cursă de Formula 1. În acel sezon, a condus campionatul pentru o etapă, înainte de a termina pe locul patru în clasamentul la piloți, cea mai bună poziție a sa din carieră. Kubica a condus pentru Renault în 2010 și urma să rămână cu echipa și în 2011. Câțiva ani mai târziu, Kubica a vorbit în timpul unui interviu într-un podcast oficial F1 „Beyond the grid” și a confirmat că a semnat un precontract pentru sezonul 2012 cu Scuderia Ferrari, o mutare care a fost anulată în cele din urmă de devastatorul său accident de raliu din iarna lui 2011. Pe data de 6 februarie 2011, Kubica a luat parte în raliul Andorei într-o mașină de curse Škoda Fabia S2000, cu care a ieșit din decor și a fost accidentat grav. Acesta a fost transportat la spitalul Santa Corona din Pietra Ligure, unde a avut antebrațul drept parțial amputat. Kubica a declarat pentru ziarul italian, La Gazzetta dello Sport, într-un interviu de lângă pat, că își simțea degetele de la mâna dreaptă și era hotărât să se întoarcă rapid în Formula 1 în 2011. Cu toate acestea, de la însănătoșire, el a declarat inițial că întoarcerea în Formula 1 ar fi „aproape imposibilă” din cauza limitărilor de mișcare ale mâinii drepte. De atunci, a participat la teste cu Renault și Williams, recunoscând că o întoarcere în Formula 1 în viitorul apropiat nu ar fi imposibilă.
Pe 16 ianuarie 2018, a fost anunțat că Kubica va deveni pilotul de rezervă pentru Williams în sezonul 2018. Pe 22 noiembrie 2018, Kubica a fost anunțat ca pilot de curse al echipei Williams pentru sezonul 2019 de Formula 1. A părăsit echipa Williams la sfârșitul anului 2019, trecând la Deutsche Tourenwagen Masters, menținând în același timp o prezență în Formula 1 ca pilot de rezervă și de teste pentru Alfa Romeo. A avut mai multe apariții în timpul sesiunilor de antrenament în rolul său de pilot de teste și l-a înlocuit pe Kimi Räikkönen la Marele Premiu al Țărilor de Jos și cel al Italiei în 2021.

## Începuturile în sporturile cu motor
Kubica și-a luat prima mașină la vârsta de patru ani: „avea un motor în patru timpi, nu avea putere, dar totuși putea atinge aproximativ 40 km/h”. El a condus acest vehicul până când a obținut un adevărat cart doi ani și jumătate mai târziu, iar la vârsta de zece ani și-a luat permisul de curse și a început să concureze. Cu puțină infrastructură pentru cursele auto în țara natală, Kubica a început să concureze în Italia de la vârsta de 13 ani, conducând pentru producătorul de kart CRG. Kubica a făcut față diferențelor culturale și a continuat să obțină succese în karting, concurând împotriva lui Lewis Hamilton și Nico Rosberg, printre alții, în campionatele europene JICA.

### Înainte de Formula 1

#### Formula Renault și Formula 3
Cu sprijinul și îndrumarea lui Daniele Morelli, Kubica s-a mutat la curse cu monoposturi în 2001, în campionatele italiene și europene de Formula Renault. În al doilea an, el a terminat pe locul doi în categoria italiană în spatele lui Jose Maria Lopez. Formula 3 a urmat pentru el în 2003 și a marcat o singură victorie pentru Prema Powerteam pe circuitul stradal Norisring, încheind anul pe locul 12. Anul următor a trecut la ASL-Mucke și a terminat al șaptelea în campionat, dar nu a reușit să-și repete victoria din anul precedent. La cursa din afara campionatului de final de sezon de la Macau, el a condus pentru Manor alături de Hamilton. Kubica a luat pole position în cursa de calificare în fața lui Hamilton, dar Hamilton l-a depășit la începutul cursei și a câștigat. În final, Kubica a terminat pe locul doi în spatele lui Alexandre Premat, după ce Hamilton a fost scos din cursă de Rosberg.

#### World Series by Renault
Pentru 2005, Kubica s-a mutat la World Series by Renault pentru echipa Epsilon Euskadi. El a câștigat titlul în fața lui Adrian Valles, cu patru victorii și alte șapte podiumuri, și 154 de puncte față de cele 116 ale lui Valles. Asta i-a obținut un test cu echipa Renault F1, care nu i-a oferit însă un loc în echipă pentru sezonul de Formula 1 din 2006.
În schimb, Mario Theissen de la BMW, care tocmai devenise o echipă de Formula 1 independentă de Williams, l-a semnat pe Kubica fără măcar ca acesta să efectueze vreun test de verificare.

## Cariera în Formula 1

### BMW Sauber

#### 2006: Primul pilot polonez în Formula 1
Kubica a preluat rolul de al treilea pilot pentru BMW Sauber și a finalizat 25.000 de km de teste pentru echipă. În august 2006, coechipierul lui Kubica, Jacques Villeneuve, s-a plâns de durerile de cap după accidentul său din timpul Marelui Premiu al Germaniei; el a fost considerat inapt de către echipă pentru a concura, împotriva propriei credințe, iar Kubica a fost ales de către conducerea echipei pentru a-l înlocui la Marele Premiu al Ungariei. Kubica s-a calificat al nouălea, învingându-l pe mai experimentatul său coleg de echipă Nick Heidfeld. În cursă, a terminat pe locul șapte, dar a fost descalificat după cursă pentru că avea o mașină sub limitele de greutate impuse. Villeneuve a decis să părăsească echipa BMW Sauber la scurt timp după cursă, iar poziția lui Kubica în echipă pentru restul sezonului a fost confirmată de BMW.

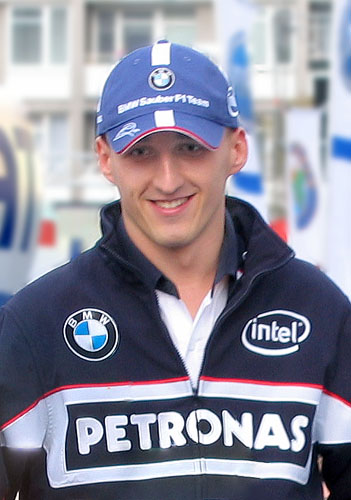
Robert Kubica în 2006

Kubica a avut o cursă dezamăgitoare la Marele Premiu al Turciei, terminând pe locul 12 după o greșeală în alegerea pneurilor. Heidfeld, care a ajuns printre ultimii piloți după un accident în primul viraj, s-a clasat în spatele lui Kubica. În cea de-a treia sa cursă, Marele Premiu al Italiei, Kubica a terminat pe poziția a treia și a devenit primul pilot polonez care a apărut pe un podium în Formula 1, precum și primul pilot polonez care a condus un Mare Premiu. A fost primul pilot de la Alexander Wurz, în 1997, care a terminat pe podium în primele sale trei starturi de Formula 1.
În China, a terminat pe locul 13, din nou, după o greșeală în alegerea pneurilor. După ce a ieșit de pe pistă în primul tur al cursei, s-a mutat de pe poziția a 17-a pe a cincea, înainte de a intra la boxe. El a fost primul care a schimbat de pe pneurile intermediare la cele uscate după ce pista umedă a început să se usuce. Această decizie a fost luată prea devreme: un tur următor foarte lent în condiții extrem de umede și alunecoase, și o altă oprire la boxe pentru a schimba înapoi pe cele intermediare, l-au costat locul în puncte.

#### 2007: Un sezon acaparat de accidente
Kubica a evoluat bine în sezonul 2007, terminând constant în poziții de punctaj. Sezonul din 2007 al lui Kubica este însă cel mai bine amintit de un accident imens în Marele Premiu al Canadei, în care a avut norocul să scape fără răni grave. În acea cursă, Kubica a avut un accident grav apropiindu-se de acul de păr din turul 27, în care monopostul său s-a izbit de mașina Toyota a lui Jarno Trulli și a lovit o cocoașă de iarbă care a ridicat nasul mașinii în aer și l-a lăsat incapabil pe Robert să frâneze sau să vireze. Mașina s-a lovit apoi de peretele de reținere și s-a rostogolit în timp ce se întorcea pe pistă, lovind apoi peretele opus din partea exterioară a acului de păr și ajungând ulterior să se sprijine de partea laterală a monopostului. Mașina a fost puternic avariată și picioarele lui Kubica au putut fi văzute expuse prin nasul distrus al mașinii. Viteza măsurată atunci când el a lovit primul perete a fost de 300,13 km/h, la un unghi de 75 de grade, supunându-l pe Robert la o decelerație medie de 28 g. După ce datele accidentului de la înregistratorul de la bordul mașinii au fost analizate, s-a constatat că acesta a fost supus unei forțe maxime de 75 G. Sub condițiile mașinii de siguranță, Kubica a fost scos din monopostul său și dus la centrul medical al circuitului, unde a fost anunțat că se află în stare „stabilă”. La scurt timp, managerul său, Daniele Morelli, a spus că Robert este conștient și poate vorbi. S-a raportat inițial că el ar putea avea un picior rupt dar, ulterior, Mario Theissen a confirmat faptul că el nu a fost rănit grav.
A ratat Marele Premiu al Statelor Unite ca măsură de precauție, deși acesta a declarat că era apt și că ar fi dorit să concureze. În locul său a fost adus germanul Sebastian Vettel, dar a revenit curând la o formă impresionantă pentru restul sezonului, reușind două clasări pe locul patru în Marele Premiu al Franței și cel al Marii Britanii, terminând într-un final pe locul șase în Campionatul la Piloți.

#### 2008: Cel mai bun sezon din carieră

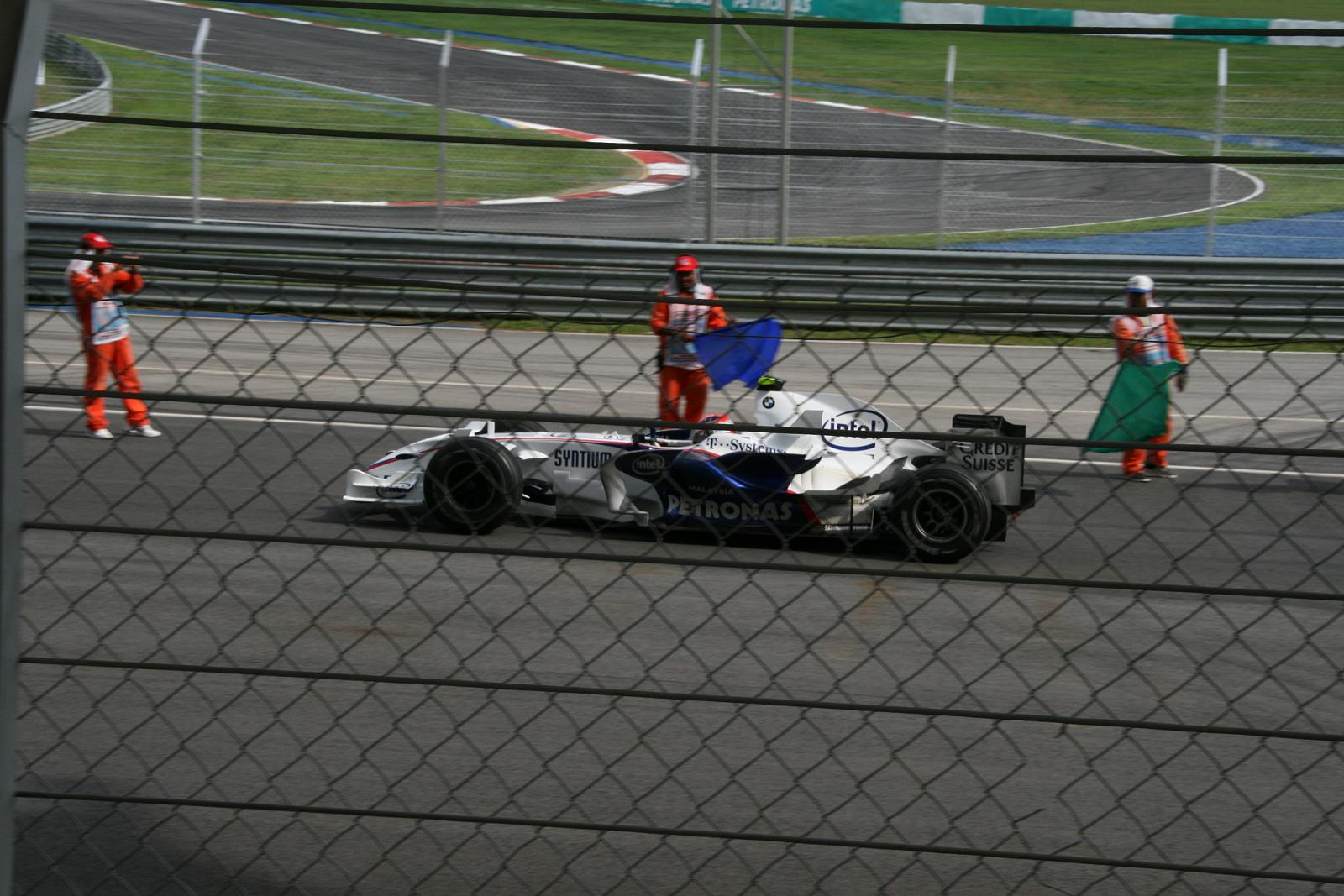
Robert Kubica în BMW Sauber F1.08 la Marele Premiu al Malaeziei din 2008

Kubica a făcut populară Formula 1 de unul singur în Polonia, deși, din când în când, a fost frustrat de așteptările nerealiste de la conaționalii săi datorită necunoașterii sportului. La începutul anului 2008, el a spus: „Înainte de a începe în Formula 1, exista foarte puțin interes pentru sport. Acum, sunt clare cunoștințele pentru Formula 1 în Polonia, fiind mult mai mari dacă încercați să comparați audiențele televizate de acum câțiva ani cu cele de astăzi, există o creștere incredibilă, dar și numărul fanilor care vin la curse, savurând sportul și încrucișându-și degetele pentru mine.”
Încă de la primele tururi cu noua sa mașină, F1.08, înainte de sezonul din 2008, Robert a impresionat. El a ratat la limită pole position în prima cursă de la Melbourne, însă în cursa viitoare de la Sepang el reușește o clasare pe locul 2, iar la Marele Premiu al Bahrainului devine primul polonez care începe o cursă din pole position, însă nu reușește să-și apere poziția și termină pe locul 3 în spatele lui Räikkönen și Massa. Urmează încă două clasări bune, obținând locul 4 în Spania și Turcia, și un excelent loc 2 în Marele Premiu al Principatului Monaco.

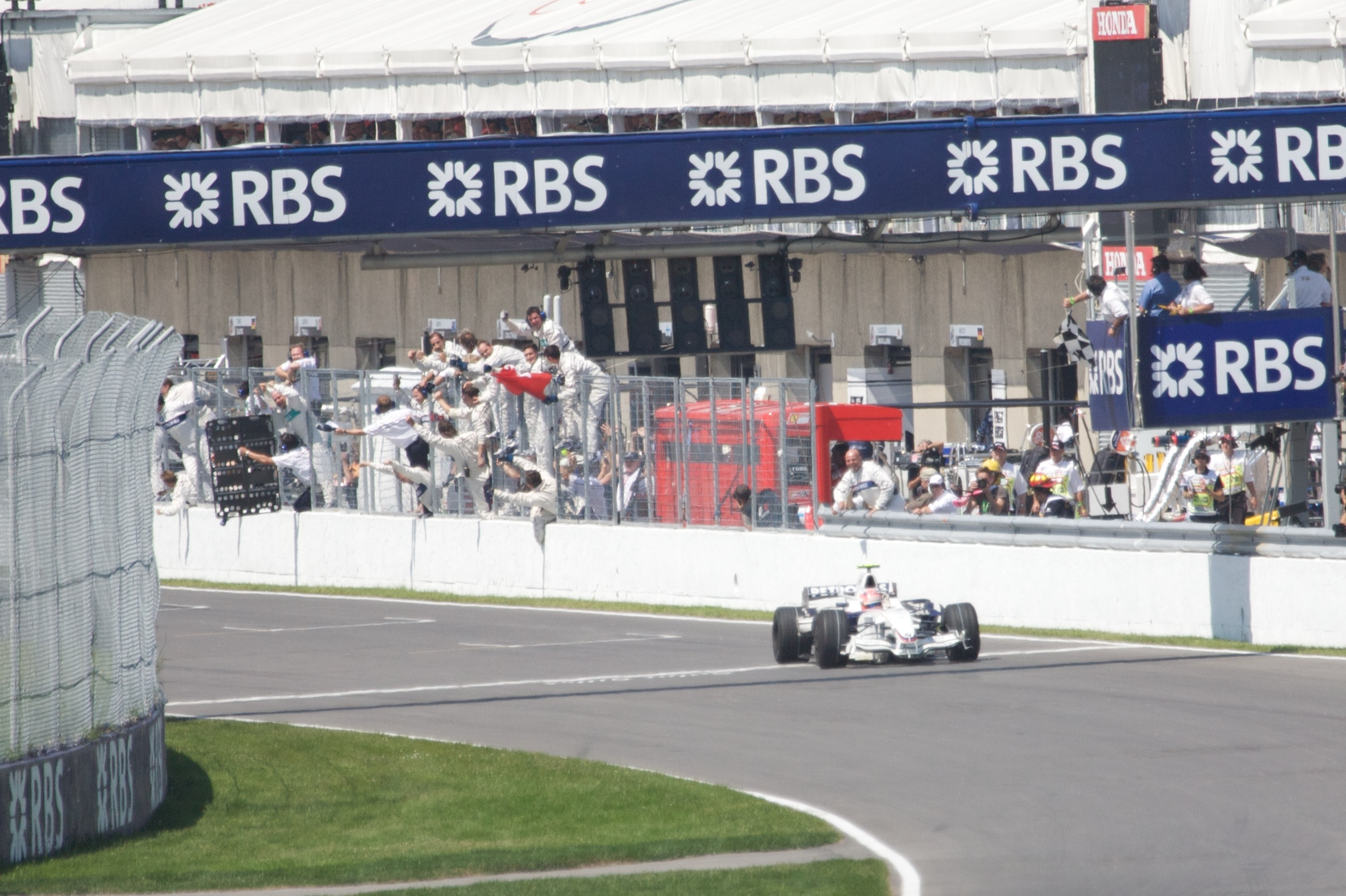
Robert Kubica câștigand Marele Premiu al Canadei din 2008

Parcursul senzațional de pană acum este culminat de succesul său din Marele Premiu al Canadei, unde pe 8 iunie 2008 a obținut singura sa victorie din Formula 1. El a început al doilea pe grila de start și a trecut de liderul cursei, Lewis Hamilton, în prima rundă de opriri la boxe, după ce echipajul BMW Sauber a completat o oprire la boxe mai rapidă. La ieșirea de la boxe, Kubica și Ferrari-ul lui Kimi Räikkönen s-au oprit, așteptând schimbarea luminii roșii de ieșire. Hamilton, venind imediat în spatele lor, a omis lumina și s-a izbit în Ferrari-ul lui Räikkönen, eliminând ambele mașini din cursă. Kubica s-a alăturat cursei fiind bine poziționat pentru eventuala victorie. El a trecut de coechipierul său Nick Heidfeld, efectuând o realimentare și o strategie cu două opriri, astfel obținând cele 24 de secunde necesare peste Heidfeld pentru a se asigura că va menține conducerea după a doua oprire, 22 de tururi mai târziu. Cele două mașini BMW Sauber au rămas pe primele două poziții până la sfârșitul cursei. Ulterior, Kubica a glumit că ar trebui să-i mulțumească lui Hamilton pentru că a ales să se izbească în Räikkönen în locul lui. Victoria i-a oferit lui Kubica conducerea în Campionatul la Piloți.
Rezultatele BMW au fost mai slabe în a doua jumătate a sezonului. La Marele Premiu al Franței de la Magny-Cours, Kubica a terminat pe locul 5, raportând că aceasta a fost o cursă pierdută, plângându-se de probleme aerodinamice cu mașina. F1.08 și-a pierdut performanța oarecum în raport cu Ferrari și McLaren pentru restul anului 2008, deoarece cei de la BMW au început să se concentreze pentru sezonul 2009, fapt care l-a iritat pe Kubica care conducea campionatul la acea vreme. Cu toate acestea, rezultatele sale nu au fost pe ritmul piloților din față, dar Kubica a rămas în cursa pentru titlul la piloți până în penultima rundă.

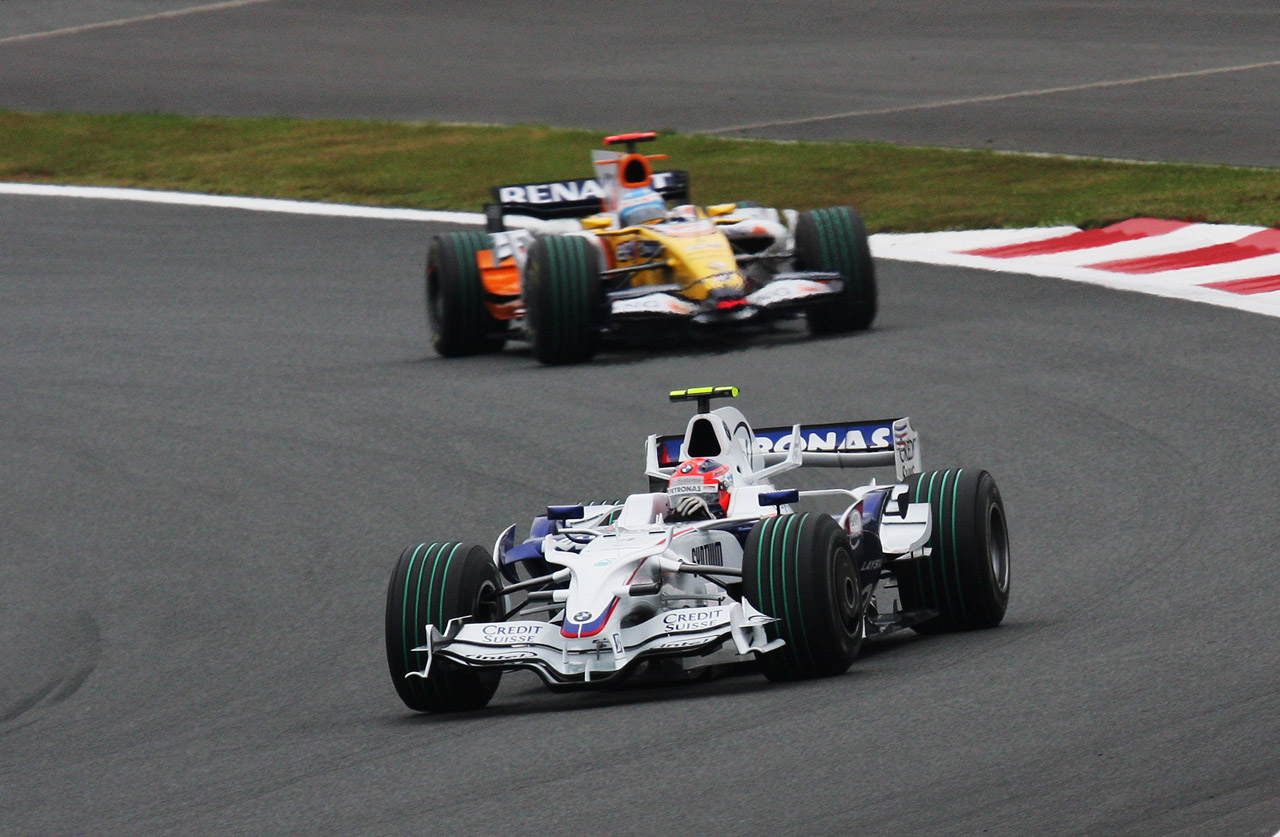
Robert conducând Marele Premiu al Japoniei din 2008

Cel mai puternic rezultat al lui Kubica din ultima parte a anului a fost în Japonia, unde s-a calificat pe locul șase. La început, mai mulți piloți au frânat prea târziu pentru primul viraj. Kubica a luat o linie interioară depășind mai multe mașini și a ieșit în frunte. El a condus cursa timp de 16 tururi, dar a pierdut conducerea față de Fernando Alonso la prima rundă de opriri la boxe. Kubica a terminat pe locul doi după ce și-a apărat poziția în finalul cursei împotriva lui Räikkönen într-un Ferrari mai rapid (turul său cel mai rapid a fost cu 0,6 secunde mai rapid decât pole position). În afară de acest rezultat, Kubica a obținut podiumuri într-o cursă la Valencia și în cursa afectată de ploaie de la Monza. Șansele sale la titlu s-au năruit la Marele Premiu al Chinei unde a terminat pe locul 6 și astfel, matematic, a ieșit din cursa pentru campionat.
Aflat pe locul 3 în campionat înainte de ultima rundă din 2008 la Marele Premiu al Braziliei, și terminând pe locul 11 în cursă, el a fost întrecut de Räikkönen în clasament, acumulând același număr de puncte ca Robert (75), însă mai multe victorii, astfel că polonezul a terminat pe locul 4 în Campionatul la Piloți.

#### 2009: Un an dezamăgitor
Deși BMW Sauber a atacat sezonul 2009 ca fiind anul în care se luptă pentru titlu, începutul lor de sezon a fost o dezamăgire. În deschiderea sezonului, la Melbourne, Kubica s-a calificat pe locul patru pe grila de start. În timpul cursei, el a fost pe locul al treilea și a redus distanța față de cele două mașini din față înainte de a intra în contact cu Sebastian Vettel în timp ce încerca să-l depășească. După incident, Kubica a continuat imediat, dar s-a izbit într-un perete la virajul următor, deoarece aripa sa din față a rămas blocată sub mașină. Vettel a fost ulterior considerat responsabil pentru accident și a primit o penalizare de 10 locuri pe grila de start pentru următoarea cursă din Malaezia. Directorul BMW Motorsport, Mario Theissen, a afirmat că Robert ar fi câștigat cursa înaintea lui Jenson Button, dacă nu ar fi fost acroșat de Vettel.

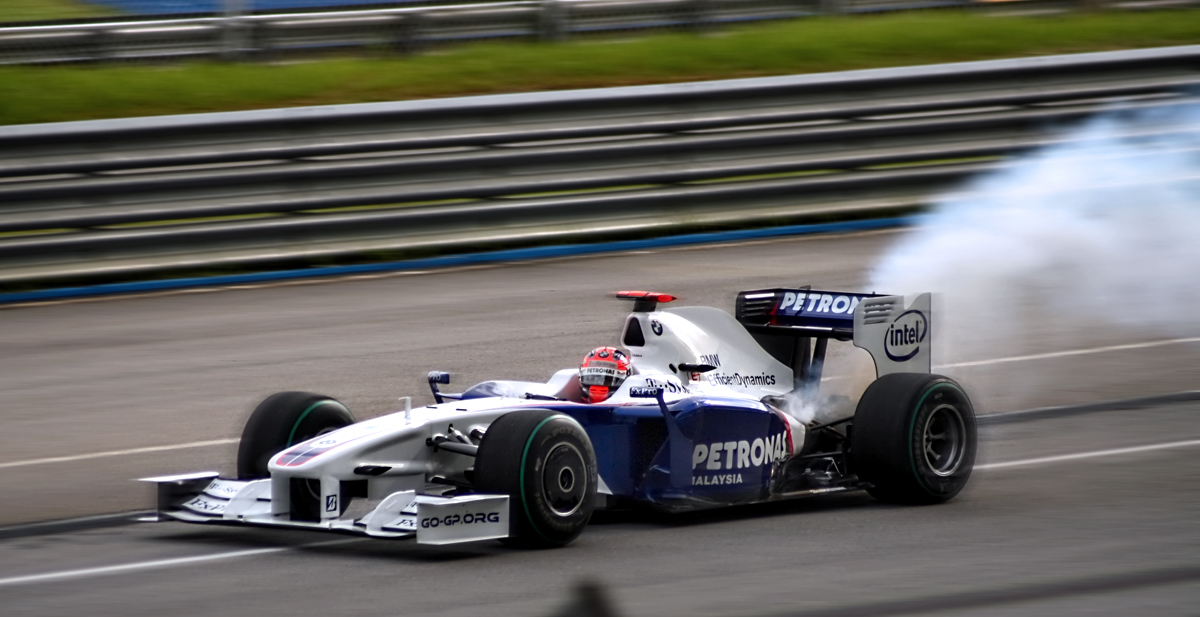
Robert retrăgându-se din Marele Premiu al Malaeziei din 2009 cu probleme la motor

La Marele Premiu al Malaeziei, Kubica s-a calificat pe locul opt, dar a fost promovat pe locul șase după penalizarea pe grilă a lui Vettel, pentru că a provocat accidentul din Australia, și cea a lui Rubens Barrichello pentru schimbarea cutiei de viteze. Cu toate acestea, s-a retras foarte devreme în cursă în urma problemelor la motor. Următoarele două curse, Marele Premiu al Chinei și Marele Premiu al Bahrainului au fost dezamăgitoare pentru echipa BMW Sauber, atât Kubica, cât și coechipierul său Heidfeld au terminat în afara punctelor cu o mașină necompetitivă.
Pentru următoarea cursă de la Barcelona, BMW Sauber a pregătit o versiune modificată a F1.09. Mașina s-a dovedit mai competitivă, dar o greșeală în montarea anvelopelor la mașina lui Kubica în timpul Q3 a însemnat că se poate califica doar pe poziția a zecea. În cursă, după un început prost (din cauza unei probleme de ambreiaj) a terminat încă o dată afară din puncte. Kubica a suferit o avarie a motorului în timpul celei de-a doua sesiune de antrenamente la Monaco și s-a retras din Marele Premiu din cauza unei probleme la frâne. La Marele Premiu al Turciei, echipa a introdus difuzorul dublu. Performanța mașinii s-a îmbunătățit, iar Kubica a reușit să înscrie primele sale puncte din sezon cu o clasare pe locul șapte. În următoarele 3 curse, ambii piloți BMW Sauber au terminat din nou în afara punctelor, dar în timpul Marelui Premiu al Europei și cel belgian s-au dovedit din nou a fi competitivi, marcând poziția a 8-a și a 4-a. În Italia, Kubica a suferit probleme la motor în calificări și apoi s-a retras din cursă din cauza unei scurgeri de ulei. La Marele Premiu al Republicii Singapore, Kubica a terminat pe locul 8, apărându-și poziția de Kazuki Nakajima și Kimi Räikkönen în ultimele tururi. Ulterior, el a declarat că „acesta este cel mai dificil punct pe care l-am marcat vreodată”. La Marele Premiu al Braziliei, Kubica a marcat primul său podium al sezonului, în ciuda problemelor de temperatură a motorului, terminând pe locul 2, la 7,6 secunde în spatele câștigătorului Mark Webber. Podiumul a fost al doilea pentru BMW al sezonului.
La 29 iulie 2009, BMW a anunțat că va părăsi Formula 1 la sfârșitul anului 2009, ceea ce l-a lăsat temporar pe Kubica fără echipă pentru sezonul 2010. Ulterior, a fost anunțat că Robert a semnat cu Renault, echipa pentru care a testat în timpul carierei sale de juniori.

### Renault

#### 2010: Întoarcerea la inceputuri

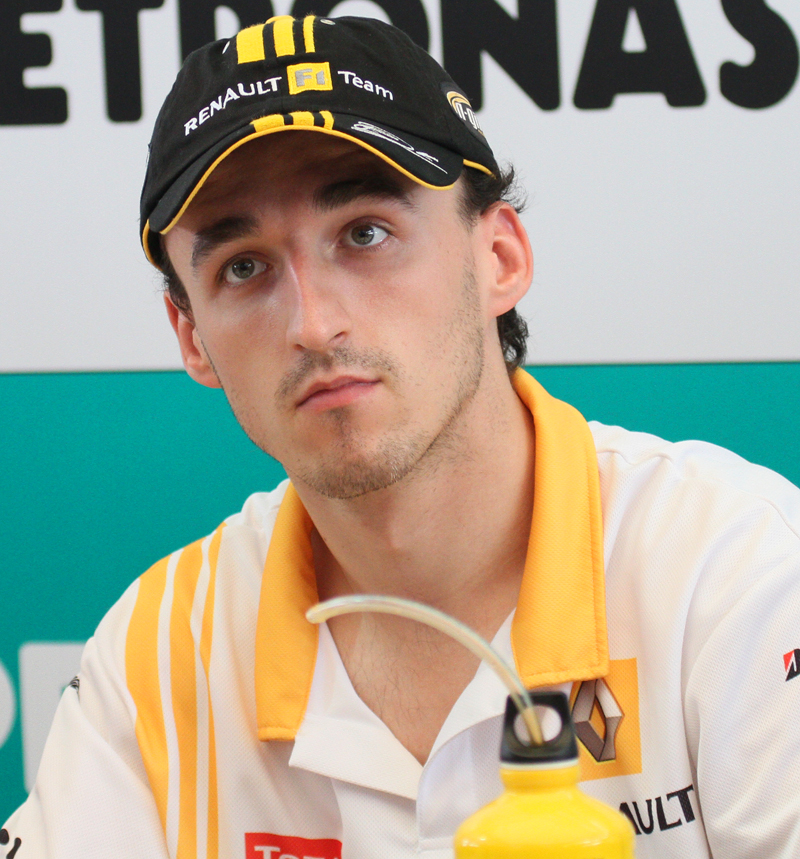
Robert Kubica în Malaezia în 2010

Kubica s-a mutat la echipa Renault pentru 2010. Poziția sa a fost pusă în dubii, însă, de către echipa care și-a evaluat viitorul în sport în urma sezonului 2009, ca urmare a scandalului „Crashgate” și a problemelor financiare ale companiei-mamă. Acestea au condus la o firmă de investiții cu sediul în Luxemburg, Genii Capital, care a avut o participație de 75% în echipă; Renault păstrând restul de 25%. Eric Boullier a fost numit și noul manager al echipei. La 31 ianuarie 2010, a fost anunțat că Vitali Petrov va fi coechipierul lui Kubica.
În Autosport, a fost raportat că pilotul Ferrari, Felipe Massa, a avut timp până la Marele Premiu al Marii Britanii din 2010 pentru a dovedi ținutei Maranello că merită să fie păstrat la echipă; dacă nu, Kubica avea să-i ia locul în 2011. Cu toate acestea, Ferrari l-a semnat pe Massa pentru 2011, lăsându-l pe Kubica fără un loc la echipa italiană. La 7 iulie 2010, s-a confirmat că Robert și-a prelungit contractul cu Renault până în 2012.

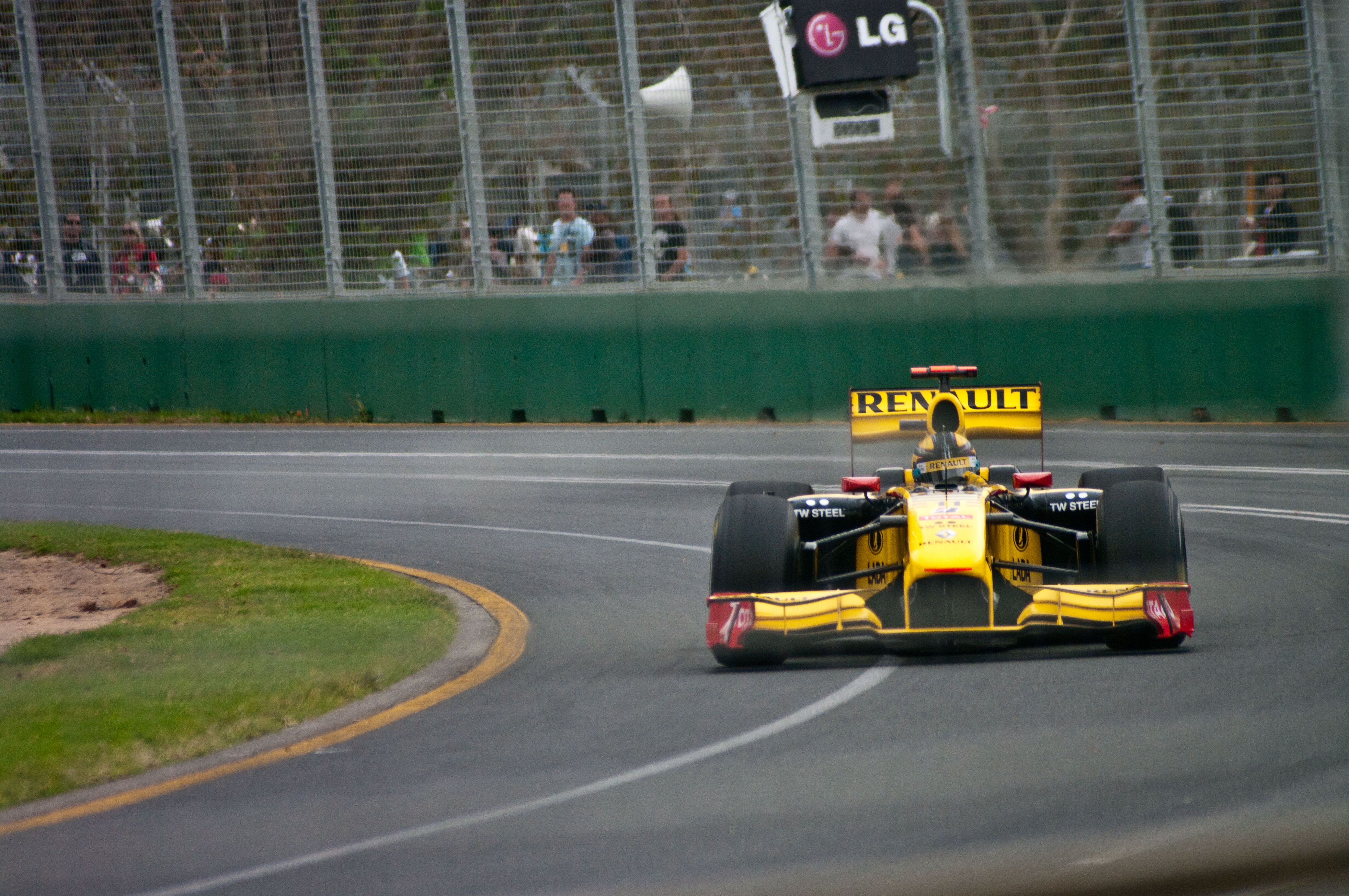
Robert în Marele Premiu al Australiei din 2010, terminând pe locul 2

La cursa de deschidere a sezonului 2010 din Bahrain, Kubica a fost urmărit de Adrian Sutil și a ieșit în decor în turul de deschidere, dar a revenit pe locul 11. La următoarea cursă din Australia, a terminat pe locul doi după ce a început de pe poziția a noua. Locul patru în Malaezia și locul cinci în China l-au lăsat pe locul șapte în Campionatul la Piloți, cu 20 de puncte în spatele liderului campionatului Jenson Button. La Marele Premiu al Turciei, el a fost ținut în spatele lui Nico Rosberg pentru a doua oară în sezon după Malaezia și a terminat pe locul șase.

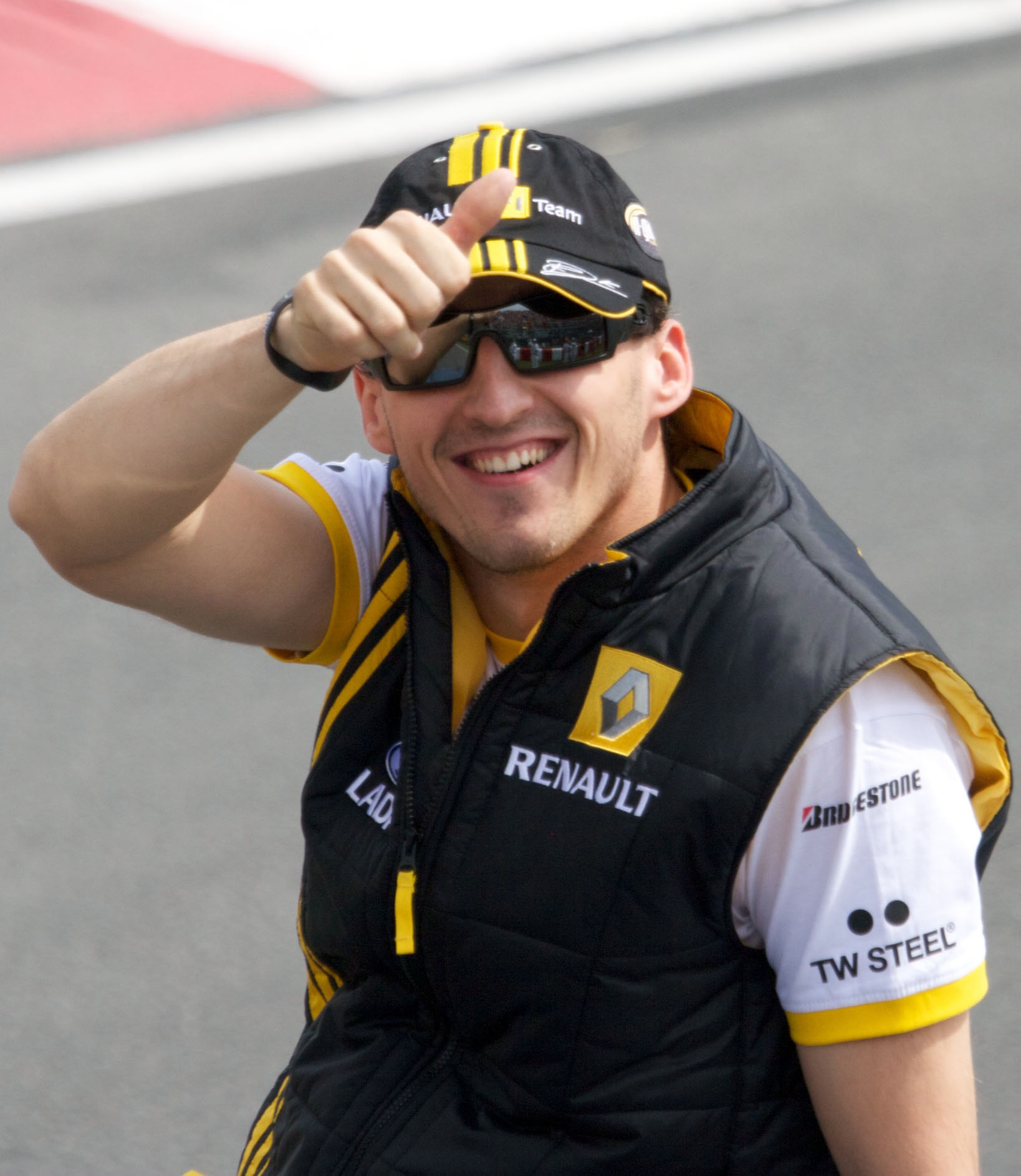
Robert înainte de Marele Premiu al Canadei din 2010

În Canada, Kubica a terminat al șaptelea după o cursă plină de evenimente și probleme cu degradarea anvelopelor, ceea ce i-a îngreunat cursa, dar a stabilit primul tur rapid al carierei sale în tururile de final ale cursei. El a adăugat un loc cinci la Valencia și șapte în Germania înainte de a lua al treilea podium al sezonului în Belgia. El a fost competitiv pe tot parcursul week-end-ului, calificându-se pe locul trei, și doar o oprire la boxe cu probleme l-a costat locul doi în fața lui Mark Webber. În Singapore, s-a calificat al optulea în fața lui Schumacher. În fazele târzii ale cursei, el a fost forțat să oprească la boxe de pe locul șase din cauza unei pene de cauciuc. El a ieșit de la boxe pe locul 12, dar cu ajutorul unei aderențe superioare și a unei serii de manevre de depășire, mutarea sa împotriva lui Sutil a fost favorabilă comparativ cu incidentul dintre Webber și Hamilton, și a fost capabil să revendice locul șapte. La Suzuka, el a reușit să urmărească mașinile Red Bull pe tot parcursul weekendului și realizat un loc trei puternic în calificări. Cu toate acestea, în ciuda obținerii unui început bun și depășindu-l pe Webber la începutul cursei, s-a retras în timpul mașinii de siguranță, după ce și-a pierdut una dintre roțile din spate. Kubica a terminat Campionatul Mondial pe locul 8 cu 136 de puncte.

#### 2011: Accidentul aproape fatal îi incheie cariera

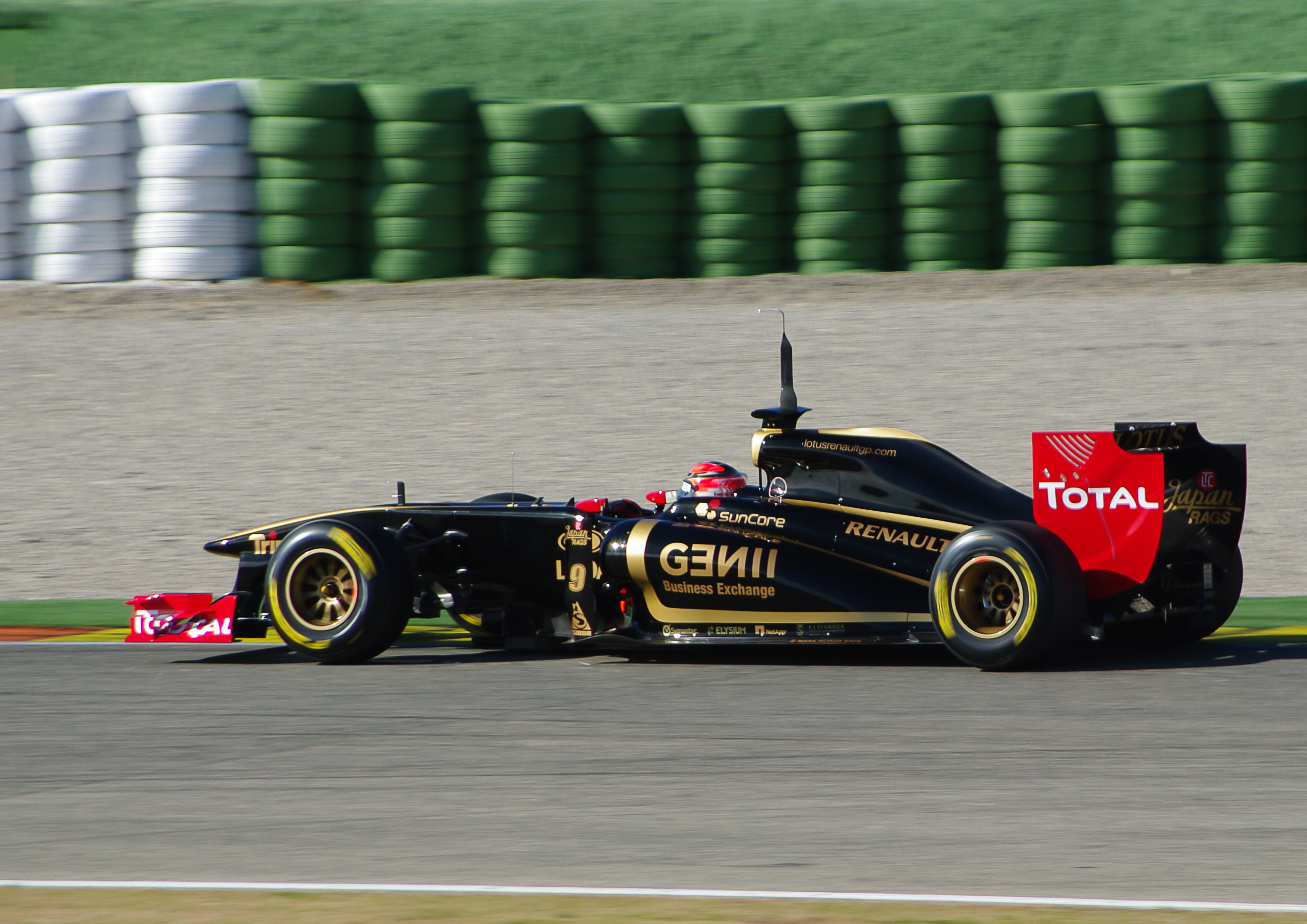
Robert Kubica testând noua mașină Renault pentru 2011 la Valencia, cu câteva zile înainte de accident

Kubica a fost păstrat de Renault (redenumit în Lotus Renault GP prin sponsorizarea de Lotus Cars) în sezonul 2011, având din nou un parteneriat cu Petrov. A testat noua mașină a echipei, Renault R31, pentru prima dată la Valencia, pe 2 februarie. În ultima zi de testare la Valencia a stabilit cel mai rapid timp al sesiunii.
La 6 februarie 2011, Kubica a fost rănit într-un accident în prima etapă a raliului Ronde di Andora. El conducea o Škoda Fabia în Testico, când mașina sa a ieșit de pe drum cu viteză mare și a lovit un parapet, în apropierea bisericii din San Sebastiano. Kubica a fost prins în mașină mai mult de o oră înainte ca salvatorii să-l poată extrage. El a fost dus cu elicopterul la Spitalul Santa Corona din Pietra Ligure, lângă Savona, unde i s-a confirmat că a suferit amputația parțială a antebrațului, fracturi la cotul, umărul și piciorul drept, precum și pierderi semnificative de sânge. Gravitatea rănilor sale a fost consecința parapetului care a pătruns în cabina mașinii și l-a lovit pe Robert, lăsându-l în același timp pe copilotul său nevătămat. Kubica a suferit o operație de șapte ore efectuată de șapte medici împărțiți în două echipe, fără complicații. Alte două operații de lungă durată pentru repararea fracturilor la picior, umăr și braț au fost efectuate cu succes câteva zile mai târziu.
Starea mâinii sale nu a fost clară pentru ceva vreme și, în consecință, a ratat sezonul 2011. Întrucât nu a reușit să înceapă sezonul, Lotus Renault l-a semnat pe fostul său coechipier de la BMW Sauber, Nick Heidfeld, ca înlocuitor, la 16 februarie, în timp ce Kubica a rămas încă sub contract cu echipa pentru sezonul 2011. Bruno Senna l-a înlocuit pe Heidfeld mai târziu în sezon, la Marele Premiu al Belgiei. Kubica a fost eliberat din spital pentru a-și începe reabilitarea la 24 aprilie 2011. În noiembrie 2011, a fost anunțat că Kubica nu va fi pregătit pentru începutul sezonului 2012, forțând Renault (care la acel moment își schimbase numele în Lotus F1) să înceapă sezonul cu alți doi piloți, Kimi Räikkönen și Romain Grosjean. Într-un interviu din 2018, Kubica a dezvăluit că a semnat cu Ferrari pentru sezonul 2012. Într-un interviu de o oră în podcastul oficial Formula 1 „Beyond the Grid”, el a dezvăluit că raliul în care și-a suferit leziunile ar fi fost ultimul deoarece noul său contract cu Ferrari, convenit cu directorul echipei, Stefano Domenicali, nu-i mai permitea să intre în într-o altă cursa din afara Formulei 1.

## După accident

### Curse de raliuri
Recuperarea lui Kubica a avut un alt obstacol după ce și-a rupt piciorul drept, când ar fi alunecat pe gheață în apropierea casei sale din Italia, pe 11 ianuarie 2012. A rămas în afara curselor competiționale pentru cea mai mare parte a anului 2012, dar a revenit pentru a concura în Ronde Gomitolo Di Lana într-o mașină WRC pe 9 septembrie. A câștigat raliul, terminând cu un minut înaintea celui de-al doilea clasat.

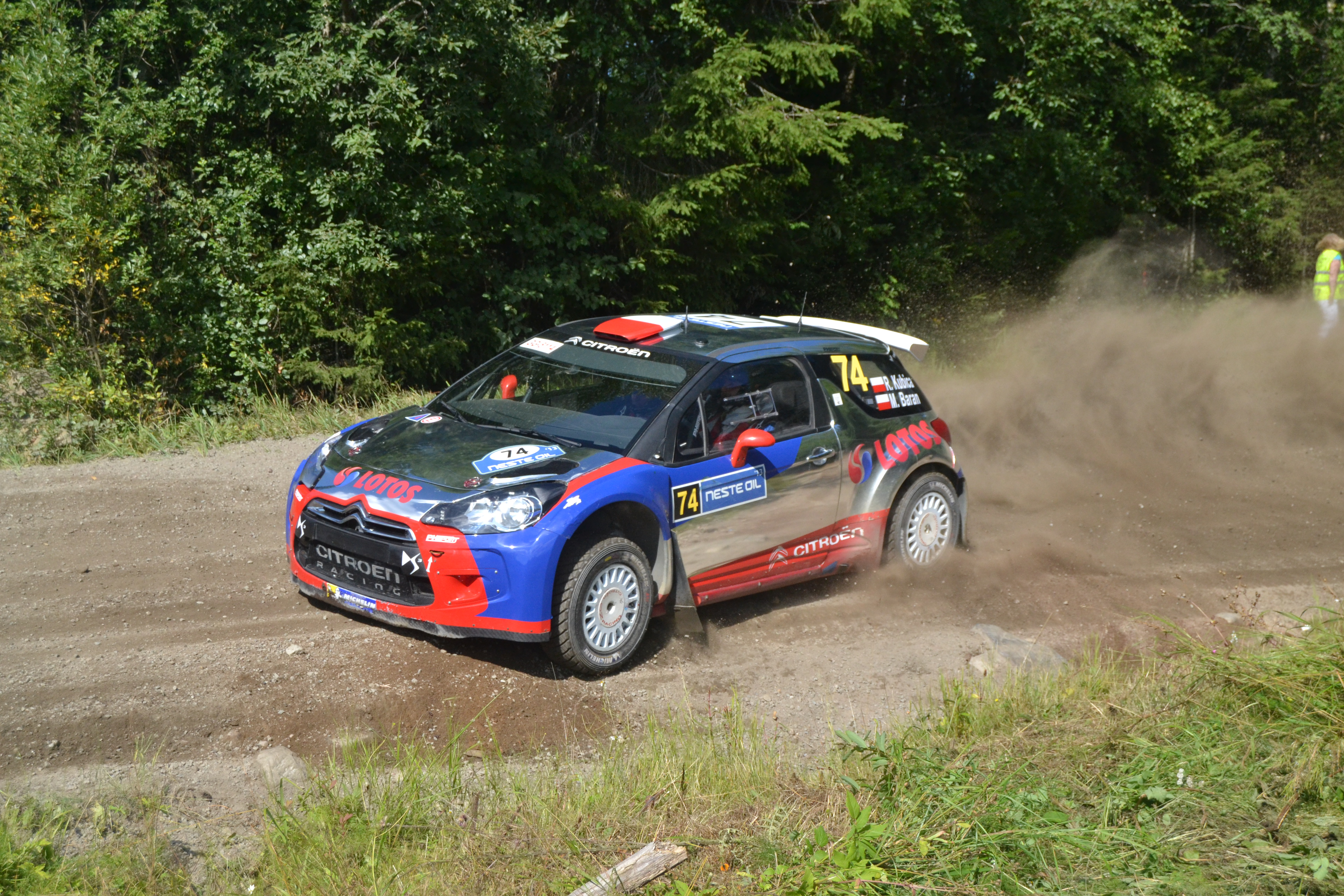
Kubica în Raliul Finlandei din 2013

În 2013, Kubica și-a continuat reîntoarcerea, concentrându-se pe raliuri. A condus pentru Citroën în Campionatele Europene și Mondiale de Raliu-2. Primul său eveniment a fost Raliul Portugaliei, în care a fost competitiv, dar s-a izbit și problemele cu mașina lui l-au făcut să termine pe locul 6. Apoi, la Raliul Acropolis, Kubica a câștigat, terminând cu aproape 90 de secunde în fața lui Yuriy Protasov, clasat pe locul al doilea. El a repetat acest succes la Raliul Italiei câștigând în fața lui Abdulaziz Al-Kuwari cu 4 minute. La Raliul Finlandei din 2013, Kubica a pierdut în fața lui Jari Ketomaa cu aproape 90 de secunde. Rallye Deutschland a fost un mare succes. Nu numai că polonezul a câștigat în fața lui Elfyn Evans cu 12,9 secunde, dar a devenit liderul Campionatelor Mondiale de Raliuri-2. A câștigat din nou această poziție (Al-Kuwari a devenit lider în Australia) la Rallye de France, învingându-l din nou pe Evans, de data aceasta cu 4 minute. A câștigat din nou la Raliul RACC Catalunya, a cincea victorie a sezonului. Cu acest rezultat a reușit să câștige campionatul, deoarece cel mai apropiat rival al său, Al-Kuwari, era prea în urmă pentru a recâștiga prima poziție în campionat. Kubica a efectuat o serie de teste de simulator cu echipa Mercedes de Formula 1, care s-au dovedit promițătoare, dar limitările în mișcarea brațului său rănit l-ar împiedica să conducă pe circuite cu viraje strânse ca Monaco din cauza dimensiunii reduse a unui cockpit de F1.
În 2014, Kubica a început în prima rundă a sezonului ERC. El a câștigat Internationale Jänner Rallye și a obținut prima sa victorie în acel campionat, după ce s-a apropiat de mai multe ori în 2014. Rezultatele sale puternice în etapele acestui raliu i-au adus în cele din urmă trofeul „Ice Master” pentru cel mai bun pilot în evenimentele pe zăpadă în acel sezon. În restul sezonului, a participat la clasa principală WRC pentru RK M-Sport, concurând ca o echipă separată, susținută de compania petrolieră poloneză Lotos. Kubica și-a început campania WRC prin preluarea conducerii Raliului Monte Carlo în primele două etape, dar mai târziu s-a retras în a doua zi după ce a ieșit din SS9. Kubica a suferit un șir de ghinion pentru restul sezonului, fiind rapid ocazional, dar reușind rar să-și transforme viteza în rezultate. Cel mai bun rezultat al său a fost locul 6 la Raliul Argentinei, un loc mai jos decât cel mai bun rezultat al său în 2013 (al 5-lea în Germania) într-o mașină WRC-2. A terminat sezonul pe locul 16 cu 14 puncte. El a încheiat anul într-o notă pozitivă, câștigând Monza Rally Show, învingându-l pe legendarul Valentino Rossi.
După speculații în urma sezonului 2014 WRC, Kubica a anunțat că va concura în 2015, conducând în continuare Ford Fiesta RS WRC și susținut de Lotos, deși nu mai este pregătit de M-Sport. În 2016, din cauza lipsei de finanțare, singurul său raliu WRC a fost Monte Carlo.

### GT3
În martie 2016 a participat în Cursa de 12 ore de la Mugello, o rundă a Seriei Internaționale de Anduranță Creventic, într-un Mercedes GT3. În septembrie 2016 a concurat în Renault Sport Trophy în penultima rundă a sezonului la Spa, Belgia.

### LMP1
Pe 2 februarie 2017, Kubica a semnat cu echipa de LMP1, ByKolles, în Campionatul Mondial de Anduranță FIA. Acest lucru a venit după ce a testat mașina în noiembrie 2016 în timpul testului de debutant WEC la Bahrain și a rulat mai rapid decât au reușit obișnuiții echipei în weekendul cursei. Oliver Webb va rămâne cu echipa, cu un al treilea pilot pentru CLM P1/01 propulsat de Nissan, nefiind numit încă. După testele de presezon de la Autodromo Nazionale Monza din Italia, unde Kubica nu a parcurs niciun tur, pilotul a anunțat prin intermediul rețelelor de socializare că nu va participa în sezonul următor.

### Formula E
Pe 2 mai 2017, Kubica a participat la un test organizat independent al unei mașini de Formula E la Donington Park, cu scopul de a participa la New York ePrix. Acest lucru nu a reușit să se realizeze.

## Întoarcerea în Formula 1

### 2017: Teste necontractate
Întoarcerea sa în Formula 1 a avut loc la 6 iunie 2017, când a finalizat un test cu Renault la volanul unui Lotus E20, mașina condusă spre victorie de Räikkönen la Abu Dhabi în sezonul 2012. Apoi, a finalizat la 2 august un alt test cu Renault la Hungaroring după Marele Premiu al Ungariei din 2017, și a terminat al patrulea cu 142 de tururi finalizate. Renault a organizat un test suplimentar, cu șeful Renault, Cyril Abiteboul, afirmând că „a fost încă rapid, consistent și, mai important, mai are entuziasmul pe care l-a purtat mereu în echipă”. El a adăugat că nu există „blocaje evidente” pentru o întoarcere în Formula 1 și a declarat pentru NBC Sports că Kubica ar putea fi o opțiune pentru 2018.
La 11 octombrie 2017, Kubica a finalizat un test de o zi cu Williams la Silverstone conducând mașina FW36 din 2014. Pe 17 octombrie 2017, Kubica a avut o a doua zi de teste cu Williams la Hungaroring.
După ce Felipe Massa și-a anunțat retragerea din sport pentru a doua oară, Kubica a devenit unul dintre cei mai importanți pretendenți la locul său la Williams Martini Racing. Apoi a testat pentru echipă pe Circuitul Yas Marina după Marele Premiu de la Abu Dhabi din 2017, completând 100 de tururi în primul său test cu mașina FW40 din 2017 a echipei. El a finalizat încă 28 de tururi în ziua următoare și a terminat pe locul șapte, șeful tehnic al Williams, Paddy Lowe, raportând că „nu există probleme în jurul accidentărilor sale”, deși în curând au apărut îndoieli cu privire la faptul dacă anumiți factori au făcut ca timpii să arate mai bine.
După mai multe teste cu Williams, el a devenit un concurent clar pentru un loc în sezonul 2018, dar pe 16 ianuarie 2018, el a fost confirmat ca pilot de rezervă pentru echipă.

### Williams

#### 2018: Pilot de rezervă pentru Williams

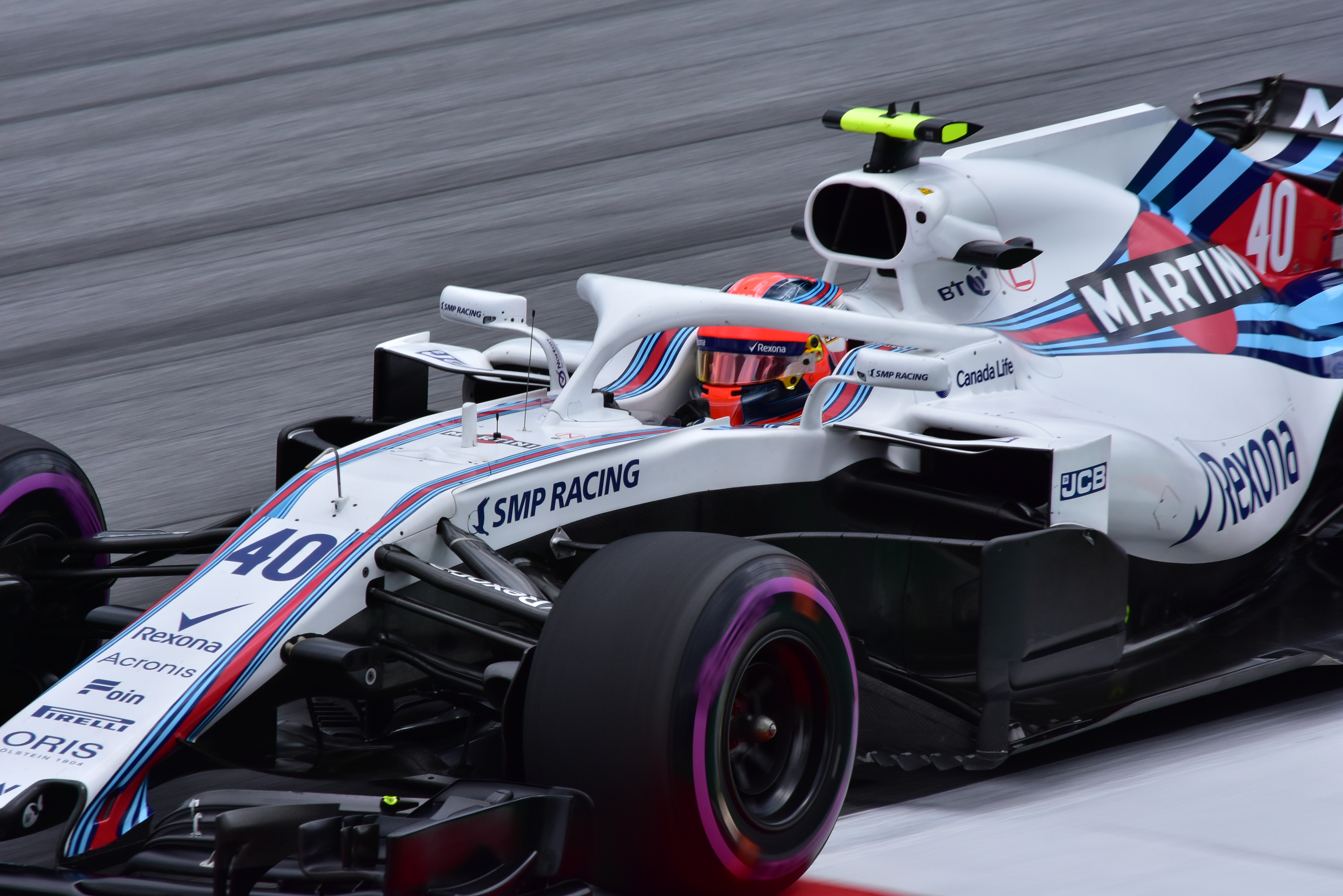
Kubica conducând pentru Williams la Marele Premiu al Austriei din 2018

Pe 16 ianuarie 2018, a fost anunțat că Kubica va deveni pilotul de rezervă al echipei Williams pentru sezonul 2018. El a participat la primul său weekend de Mare Premiu de la runda finală a sezonului din 2010, în prima sesiune de antrenamente de vineri la Marele Premiu al Spaniei din 2018, depășind-ul pe coechipierul Lance Stroll.

#### 2019: Din nou în Formula 1

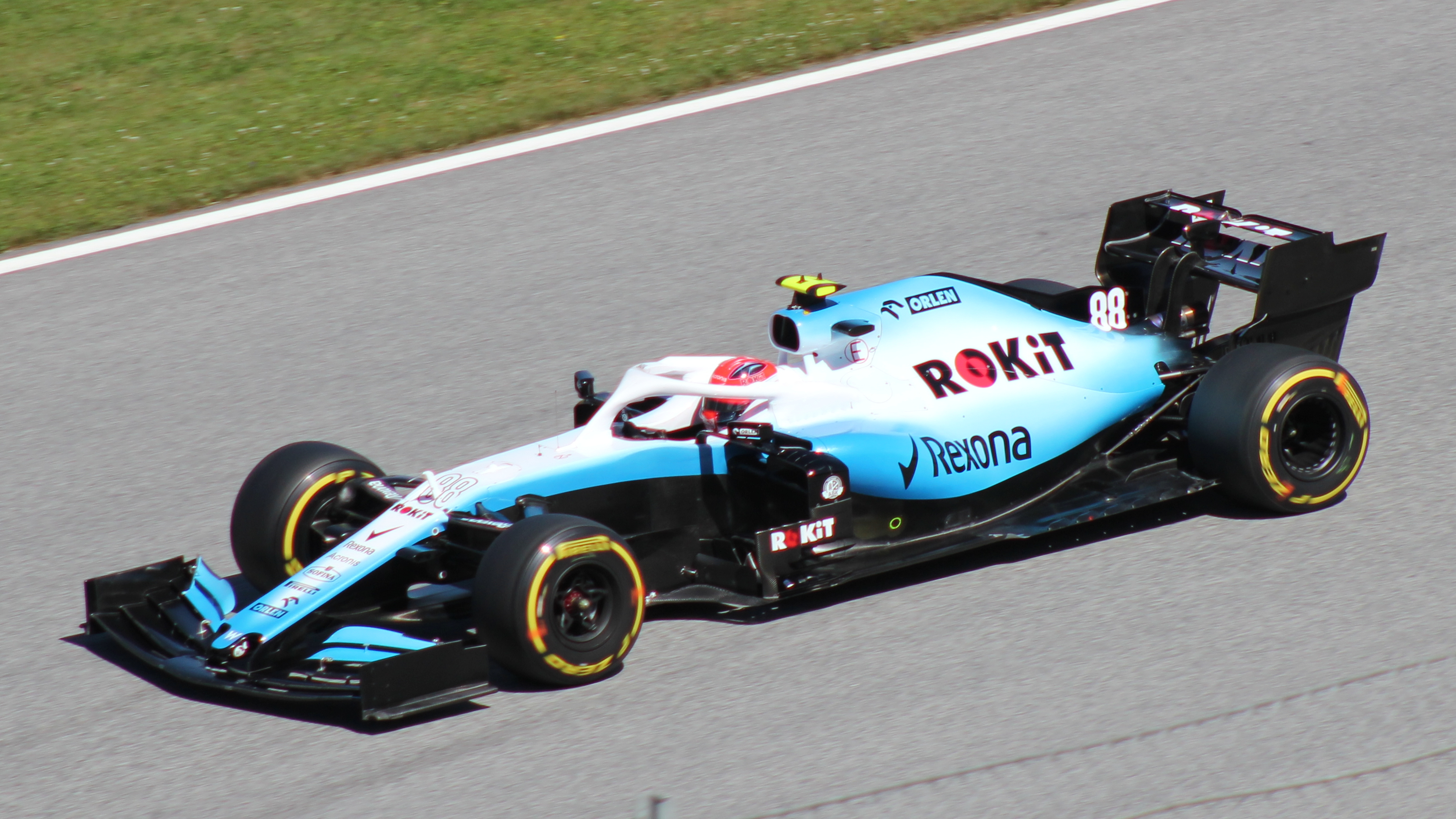
Robert Kubica în Marele Premiu al Austriei din 2019

Pe 22 noiembrie 2018, Williams a confirmat că Kubica va fi noul lor pilot pentru 2019. Coechipierul său va fi George Russell, campionul din Formula 2.
Cele 12 curse înainte de pauză de vară au fost cu adevărat dificile pentru Kubica, deoarece el a fost în permanență depășit în calificări de coechipierul său debutant și a rămas în urmă în curse. Williams FW42 a fost în mod clar cea mai proastă mașină a grilei din prima jumătate a anului 2019. Cu toate acestea, în ciuda luptelor sale, Kubica a terminat în fața lui Russell și a marcat un punct în Marele Premiu al Germaniei din 2019, care a fost primul său punct de la Marele Premiu de la Abu Dhabi din 2010. După pauză de vară, lupta a continuat pentru Williams. Pe 19 septembrie, în cadrul conferinței de presă înainte de Marele Premiu al Republicii Singapore din 2019, Kubica și-a anunțat plecarea de la Williams la sfârșitul anului. Nu a fost clar despre următoarea sa mișcare, dar a spus că vrea să rămână în Formula 1, deși, „nu cu orice preț”.
A terminat sezonul după ultima cursă a anului la Abu Dhabi. Coechipierul său a terminat cu un avantaj de 21-0 în timpul calificărilor, dar polonezul a terminat în fața lui în clasament datorită punctului pe care l-a marcat la Hockenheim. El a decis să părăsească echipa, și a fost înlocuit de Nicholas Latifi, pilot ce a terminat pe locul doi în Sezonul de Formula 2 din 2019.

### Alfa Romeo

#### 2020-2022: Din nou pilot de rezervă
Kubica s-a alăturat echipei Alfa Romeo Racing într-un rol de pilot de rezervă pentru sezonul 2020, revenind la echipa cu care a debutat în Formula 1 în 2006 (când era cunoscută sub numele de BMW Sauber). A concurat în testele de presezon de pe Circuitul Catalunya și a stabilit cel mai rapid timp în a patra zi de teste. În timpul sezonului, Kubica a finalizat teste la Marele Premiu al Stiriei, Ungariei, Bahrainului și Abu Dhabi. De asemenea, a participat la testul de tineri piloți din Abu Dhabi.
Pilotul principal al Alfa Romeo, Kimi Räikkönen, a fost testat pozitiv cu COVID-19 în weekendul Marelui Premiu al Țărilor de Jos din 2021, Kubica luându-i locul. El s-a calificat pe locul 18 și a terminat cursa pe locul 15, în timp ce coechipierul său, Antonio Giovinazzi, a terminat pe 14. De asemenea, Kubica l-a înlocuit pe Räikkönen și la Marele Premiu al Italiei de la Monza. După ce s-a calificat pe locul 19 și a terminat calificarea sprint pe locul 18, după ce a făcut contact cu Yuki Tsunoda în turul de deschidere, el a terminat în cele din urmă pe locul 14. Înainte de cele două curse la care a participat, Kubica a condus în trei sesiuni de antrenamente libere în 2021 la Marele Premiu al Spaniei, Stiriei și Ungariei, pe lângă două zile de testare a anvelopelor Pirelli pentru pneurile de 18 țoli.
Pentru 2022, Kubica a rămas ca pilot de rezervă și de testare. El a participat în patru sesiuni de antrenamente pe parcursul sezonului: în Spania, Franța, Ungaria și Abu Dhabi.

## Parcurs în Formula 1
| Legendă      | Legendă                                                |
| Culoare      | Rezultat                                               |
| ------------ | ------------------------------------------------------ |
| Auriu        | Câștigător                                             |
| Argintiu     | Locul 2                                                |
| Bronz        | Locul 3                                                |
| Verde        | Alte locuri care punctează                             |
| Albastru     | Alte locuri                                            |
| Albastru     | Nu s-a clasat, dar a terminat cursa (NC)               |
| Purpuriu     | A abandonat cursa (Ab)                                 |
| Negru        | Descalificat (DSC)                                     |
| Alb          | Nu a luat startul (NS)                                 |
| Roșu         | Nu s-a calificat (NSC)                                 |
| Fără culoare | Retras înainte de calificări (Ret)                     |
| Fără culoare | Exclus (EX)                                            |
| Fără culoare | Nu a participat (celulă goală)                         |
| Adnotare     | Însemnătate                                            |
| P            | Pole position                                          |
| R            | Cel mai rapid tur                                      |
| *            | Nu a terminat, dar a parcurs mai mult de 90% din cursă |

| Sezon  | Echipă            | Șasiu | Motor                          | 1       | 2      | 3      | 4      | 5      | 6      | 7      | 8      | 9      | 10     | 11     | 12     | 13      | 14     | 15     | 16     | 17     | 18     | 19     | 20     | 21     | 22     | Poz. | Puncte |
| ------ | ----------------- | ----- | ------------------------------ | ------- | ------ | ------ | ------ | ------ | ------ | ------ | ------ | ------ | ------ | ------ | ------ | ------- | ------ | ------ | ------ | ------ | ------ | ------ | ------ | ------ | ------ | ---- | ------ |
| 2006   | BMW Sauber        | F1.06 | BMW P86 2.4 V8                 | BHR TD  | MAL TD | AUS TD | SMR TD | EUR TD | ESP TD | MCO TD | GBR TD | CAN TD | USA TD | FRA TD | DEU TD | HUN DSC | TUR 12 | ITA 3  | CHN 13 | JPN 9  | BRA 9  | N/A    | N/A    | N/A    | N/A    | 16   | 6      |
| 2007   | BMW               | F1.07 | BMW P86/7 2.4 V8               | AUS Ab  | MAL 18 | BHR 6  | ESP 4  | MCO 5  | CAN Ab | USA    | FRA 4  | GBR 4  | EUR 7  | HUN 5  | TUR 8  | ITA 5   | BEL 9  | JPN 7  | CHN Ab | BRA 5  | N/A    | N/A    | N/A    | N/A    | N/A    | 6    | 39     |
| 2008   | BMW Sauber        | F1.08 | BMW P86/8 2.4 V8               | AUS Ab  | MAL 2  | BHR 3P | ESP 4  | TUR 4  | MCO 2  | CAN 1  | FRA 5  | GBR Ab | DEU 7  | HUN 8  | EUR 3  | BEL 6   | ITA 3  | SGP 11 | JPN 2  | CHN 6  | BRA 11 | N/A    | N/A    | N/A    | N/A    | 4    | 75     |
| 2009   | BMW Sauber        | F1.09 | BMW P86/9 2.4 V8               | AUS 14* | MAL Ab | CHN 13 | BHR 18 | ESP 11 | MCO Ab | TUR 7  | GBR 13 | DEU 14 | HUN 13 | EUR 8  | BEL 4  | ITA Ab  | SGP 8  | JPN 9  | BRA 2  | ABU 10 | N/A    | N/A    | N/A    | N/A    | N/A    | 14   | 17     |
| 2010   | Renault           | R30   | Renault RS27-2010 2.4 V8       | BHR 11  | AUS 2  | MAL 4  | CHN 5  | ESP 8  | MCO 3  | TUR 6  | CAN 7R | EUR 5  | GBR Ab | DEU 7  | HUN Ab | BEL 3   | ITA 8  | SGP 7  | JPN Ab | KOR 5  | BRA 9  | ABU 5  | N/A    | N/A    | N/A    | 8    | 136    |
| 2018   | Williams          | FW41  | Mercedes M09 EQ Power+ 1.6 V6t | AUS     | BHR    | CHN    | AZE    | ESP TD | MCO    | CAN    | FRA    | AUT TD | GBR    | DEU    | HUN    | BEL     | ITA    | SGP    | RUS    | JPN    | USA    | MEX    | BRA    | ABU TD | N/A    | –    | –      |
| 2019   | Williams          | FW42  | Mercedes M10 EQ Power+ 1.6 V6t | AUS 17  | BHR 16 | CHN 17 | AZE 16 | ESP 18 | MCO 18 | CAN 18 | FRA 18 | AUT 20 | GBR 15 | DEU 10 | HUN 19 | BEL 17  | ITA 17 | SGP 16 | RUS Ab | JPN 17 | MEX 18 | USA Ab | BRA 16 | ABU 19 | N/A    | 19   | 1      |
| 2020   | Alfa Romeo Racing | C39   | Ferrari 065 1.6 V6t            | AUT     | STI TD | HUN TD | GBR    | ANI TD | ESP    | BEL    | ITA    | TOS    | RUS    | EIF    | PRT    | EMR     | TUR    | BHR TD | SKR    | ABU TD | N/A    | N/A    | N/A    | N/A    | N/A    | –    | –      |
| 2021   | Alfa Romeo Racing | C41   | Ferrari 065/6 1.6 V6t          | BHR     | EMR    | PRT    | ESP TD | MCO    | AZE    | FRA    | STI TD | AUT    | GBR    | HUN TD | BEL    | NLD 15  | ITA 14 | RUS    | TUR    | USA    | CMX    | SAP    | QAT    | SAU    | ABU    | 20   | 0      |
| 2022   | Alfa Romeo        | C42   | Ferrari 066/7 1.6 V6t          | BHR     | SAU    | AUS    | EMR    | MIA    | ESP TD | MCO    | AZE    | CAN    | GBR    | AUT    | FRA TD | HUN TD  | BEL    | NLD    | ITA    | SGP    | JPN    | USA    | CMX    | SAP    | ABU TD | –    | –      |
| Surse: |                   |       |                                |         |        |        |        |        |        |        |        |        |        |        |        |         |        |        |        |        |        |        |        |        |        |      |        |